# A331 (route russe)
La route fédérale A331 « Viliouï » (en russe : Федеральная автомобильная дорога А331 «Вилюй», federalnaïa avtomobilnaïa doroga A331 Viliouï, d'après la rivière Viliouï) est une route fédérale russe en construction qui doit relier à terme Touloun dans l'oblast d'Irkoutsk à Iakoutsk en république de Sakha. La route est actuellement d'une longueur de 2146 km, mais elle doit à terme faire plus de 3000 kilomètres, en traversant les étendues reculées de la Sibérie. La route, même si officiellement pas complètement ouverte, elle est ouverte en sa totalité les mois les plus froids grâce à la route d'hiver existante, permettant de réduire le temps de trajet entre la Russie européenne et le nord de l'extrême-orient russe.